# Gwennyn

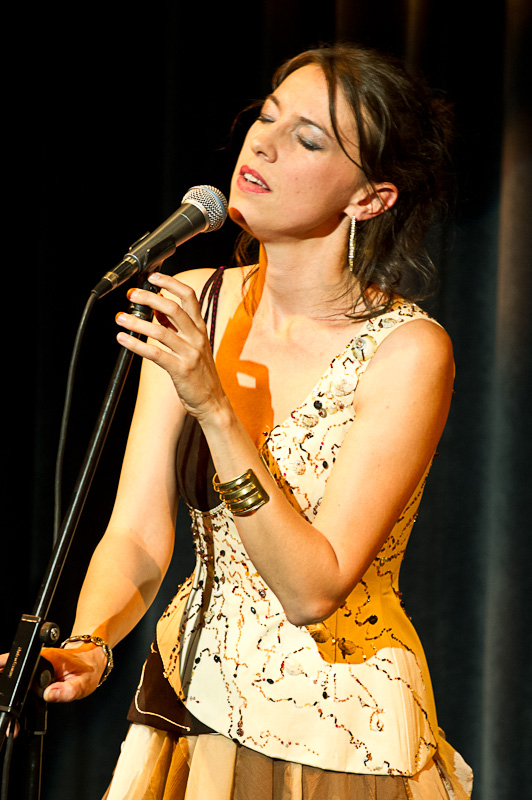
Gwennyn im Konzert (2012)

Gwennyn (* 27. Juni 1974 in Rennes als Gwennyn Louarn) ist eine französische Liedermacherin. Die Texte ihrer Lieder sind überwiegend auf Bretonisch verfasst, jedoch auch auf Englisch und Französisch.

## Biographie
Gwennyn Louarn ist die älteste Tochter des Comic-Zeichners Malo Louarn und der Landwirtin Françoise Louarn. Ihr Großvater war der bretonische Aktivist Alan Al Louarn. Zu Hause sprach man Bretonisch, und dies ist ihre Muttersprache, eine kulturelle Gegenströmung in den 1970er Jahren. In Rennes studierte sie Geschichte und anschließend Bretonisch und keltische Sprachen, um mehr über ihre Wurzeln zu erfahren.

## Gwennyns Musik

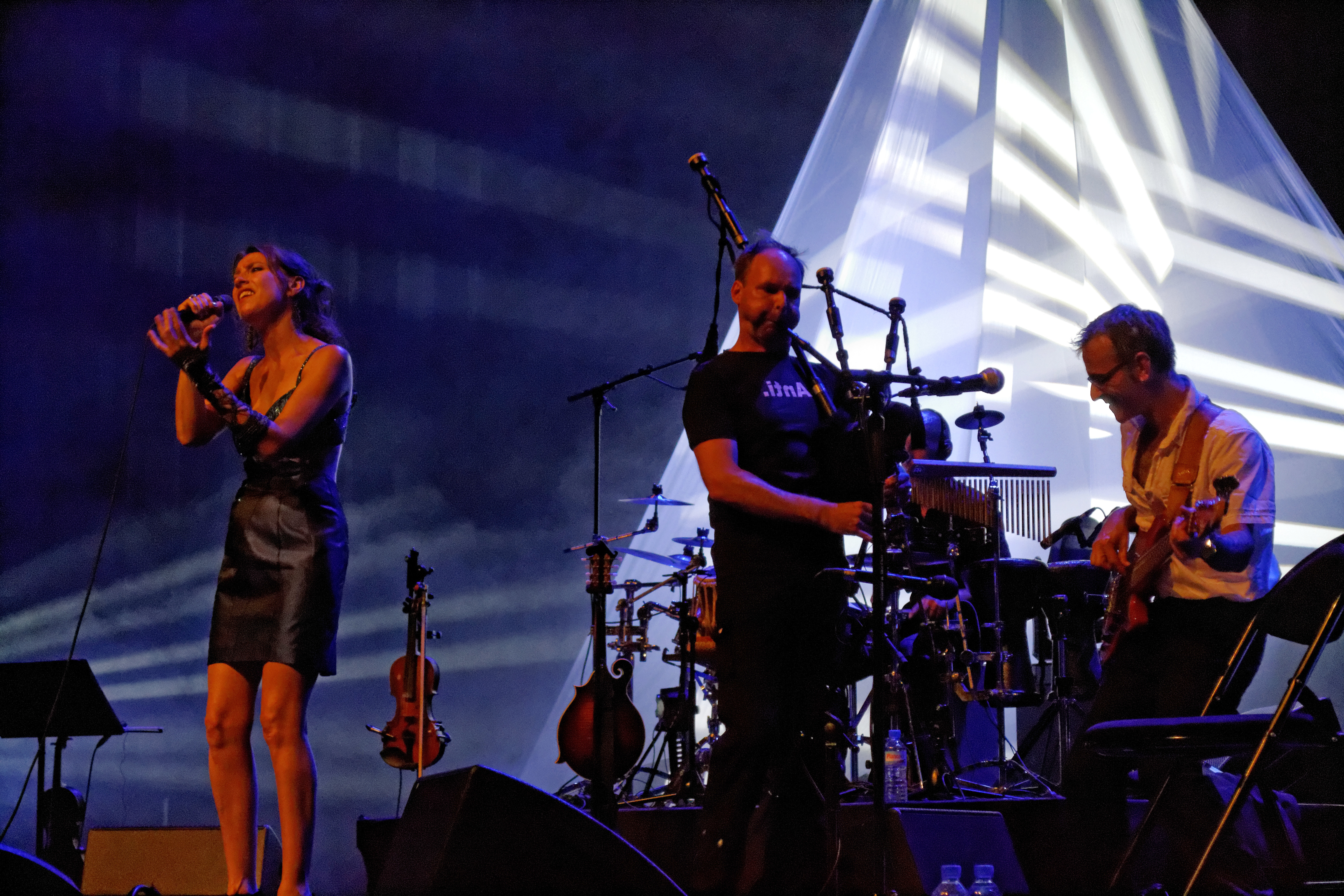
Gwennyn mit Band, unter anderem mit schottischem Dudelsack (2014)

Ihr Weg begann mit zwölf Jahren, als sie zusammen mit ihrer Schwester zum ersten Mal am Wettbewerb Kan ar Bobl („Volksgesang“) teilnahm und gleich den ersten Preis gewann. Im Jahre 2000 sang sie mit Alan Stivell zwei Lieder (Huñvreoù, Iroise) für das Album Back to Breizh. Stivell stellte sie einem größeren Publikum vor, etwa auf dem Festival des Vieilles Charrues. 2002 errang sie den zweiten Preis (im Bereich Création) beim bretonischen Musikwettbewerb Kan ar Bobl mit dem Lied marv an evned („Tod der Vögel“).
Mit ihrem Lied Bugale Belfast (auf der CD En tu all) ersang sie sich 2008 den ersten Preis beim interkeltischen 'Song Contest' Nòs Ùr in Inverness (Schottland). Damit erreichte sie die Auswahl des europäischen Liederwettbewerbs Liet in Luleå (Schweden) und belegte dort den zweiten Platz.
Gwennyn spricht passabel Deutsch und führt auf ihren Tourneen durch Deutschland in dieser Sprache durch ihr bretonisches Programm.

## Alben
Ihr erstes Album, En tu all („Von der anderen Seite“), erschien 2006 bei Coop Breizh. Sie schrieb die Lieder und die Musik zu einem großen Teil selbst. Die beiden Gedichte Maro an evned („Tod der Vögel“) von Maodez Glanndour und An alc'hwez aour („Der goldene Schlüssel“) von Anjela Duval vertonte sie. Bis auf zwei französische Strophen im Lied Geriou 'zo ganto („Worte sind mit uns, Worte der Freiheit, des Friedens“) singt sie alle Texte in bretonischer Sprache. Um Grenzen, Länder und Krieg geht es in den Liedern Bugale Belfast („Kinder von Belfast“) von Yaouen Gervalan, Bosko hag Admira („Bosko und Admira“) und Tan ar vuhez („Feuer des Lebens“). In En tu all geht es um die Reise der Menschen, die unter Lebensgefahr ihr Land verlassen, um nach Europa zu gelangen. Für dieses, von Yann Honoré produzierte Album, erhielt Gwennyn 2007 den „Grand prix du disque Produit en Bretagne“ in der Kategorie „Prix Jeune Artiste“.

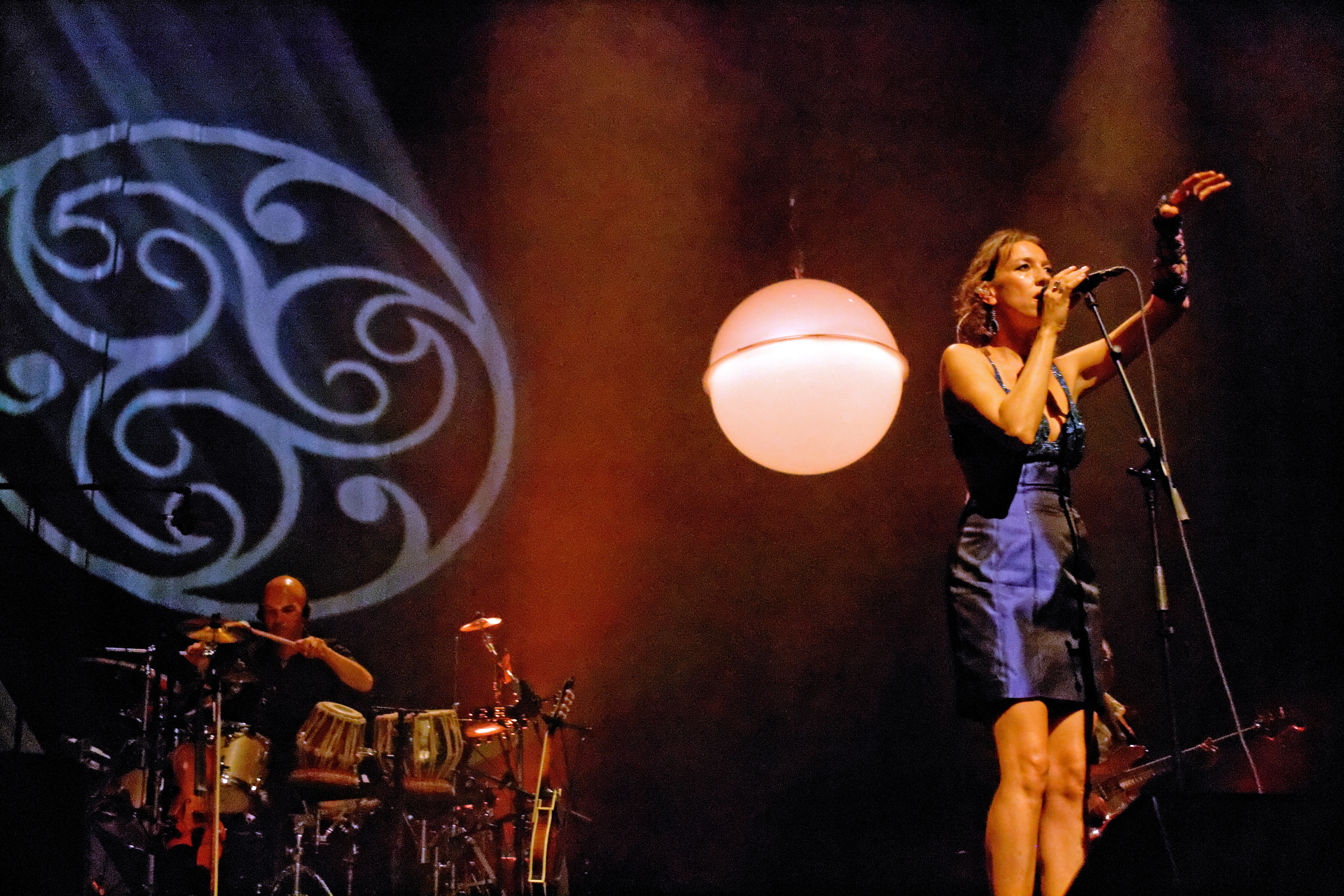
Gwennyn im Konzert (2014)

Das zweite Album, Mammenn („Ursprung des Lebens, Mutterschoß“) – produziert von Patrice Marzin – erschien 2009 bei Keltia Musique. Die Musik ist von ihr und Patrice Marzin komponiert, die Texte von ihr geschrieben, bis auf Daouarn ma zad („Die Hände meines Vaters“) von Naïg Rozmor und An Evned von Maodez Glanndour. Zwei Titel (The child and the tree, We are here) singt sie auf Englisch: „Ich wollte ein wenig die Sprache wechseln, und Englisch passte perfekt zum Stil“. Die Natur und ihre Heimat sind das Thema dieser CD, wie etwa in Daouarn ma Zad („Die Hände meines Vaters“): „Rissig wie die Schollen des Ackers, den er bestellt“, oder An Evned („Der Nordwind“), der mit seinen eisigen Fingern nach den Vögeln greift und sie zu Tausenden tötet. Im Titelsong Mammenn singt sie von ihrer Heimat, der Erde, vom Berg Menez C'homm, an dessen Fuß sie aufgewachsen ist.
Ihr drittes Album Kan an Tevenn („Gesang der Düne“) erschien im November 2011. Das Album Beo („Live“) erschien im November 2013, das Album Avalon im Februar 2017.

## Diskographie
- 2006 En tu all
- 2009 Mammenn
- 2011 Kan an Tevenn
- 2013 Beo
- 2016 Avalon
- 2018 New an dro (Best of)
- 2021 Immram